# Monument als morts de Prada
El Monument als morts de Prada és un memorial de la Primera Guerra Mundial obra de l'escultor Gustau Violet situat a la vila de Prada (el Conflent).

## Descripció
El monument està situat al cementiri de Prada. Obra de Gustau Violet, està construït amb marbre de Vilafranca de Conflent i coure. L'escultura representa una àvia catalana afligida per haver perdut el seu fill.

## Història
El 22 de novembre de 1918, just acabada la Primera Guerra Mundial, el consell municipal de Prada decidí iniciar una subscripció popular per tal d'erigir un monument que homenatgés els morts a la guerra.
El 1919 s'adjudicà la realització del monument a l'escultor Gustau Violet. L'escultor volia situar el monument a la part esquerra de l'església de Sant Pere de Prada però el consell municipal no hi estigué d'acord, atès que consideraven més apropiat situar-lo en un terreny plantat de lledoners a l'encreuament de la carretera nacional amb la carretera de Clarà.
El 1921 es tornà a parlar de posar el monument a la paret de l'església i Gustau Violet presentà un projecte de monument que representava un home vell sostenint una dona jove. Com que el consell municipal no es decidia, finalment Violet feu aquest monument a Estagell.
Finalment, el 1923 el consell municipal reprengué la idea del monument i Violet els presentà un projecte diferent, una escultura que representava una àvia catalana plorant per la pèrdua dels seus fills o marit i titulat Dolor etern. Es va decidir instal·lar el monument al cementiri i fou inaugurat el primer de novembre de 1925.